# Luise Ullrich
Luise Ullrich, nata Aloisia Elisabeth Ullrich, (Vienna, 31 ottobre 1910 – Monaco di Baviera, 21 gennaio 1985), è stata un'attrice austriaca.
Nel 1941 venne premiata con la Coppa Volpi per la migliore attrice per il film Annelie alla Mostra del Cinema di Venezia.

## Filmografia

### Cinema
- Goethe-Gedenkfilm - 1. Der Werdegang, regia di Fritz Wendhausen (1932)
- Il grande agguato (Der Rebell), regia di Curtis Bernhardt, Edwin H. Knopf e Luis Trenker (1932)
- Liebelei, regia di (non accreditato) Max Ophüls (1933)
- Ritorno alla felicità (Heimkehr ins Glück), regia di Carl Boese (1933)
- Angeli senza paradiso (Leise flehen meine Lieder), regia di Willi Forst (1933)
- Glück im Schloß, regia di Hasso Preiß e Robert Neppach (1933)
- Zwischen zwei Herzen, regia di Herbert Selpin (1934)
- L'evaso di Chicago (Der Flüchtling aus Chicago), regia di Johannes Meyer (1934)
- Liebe dumme Mama, regia di Carl Boese (1934)
- Regina (Regine), regia di Erich Waschneck (1935)
- Vorstadtvariete, regia di Werner Hochbaum (1935)
- Das Einmaleins der Liebe, regia di Carl Hoffmann (1935)
- Viktoria, regia di Carl Hoffmann (1935)
- La doppia vita di Elena Gall (Schatten der Vergangenheit), regia di Werner Hochbaum (1936)
- Non promettermi nulla (Versprich mir nichts!), regia di Wolfgang Liebeneiner (1937)
- Dimmi di sì! (Ich liebe dich), regia di Herbert Selpin (1938)
- Preferisco mia moglie (Der Tag nach der Scheidung), regia di Paul Verhoeven (1938)
- Liebesschule , regia di Karl Georg Külb (1940)
- Annelie, regia di Josef von Báky (1941)
- Der Fall Rainer, regia di Paul Verhoeven (1942)
- Nora, regia di Harald Braun (1944)
- Kamerad Hedwig , regia di Gerhard Lamprecht (1945)
- Nachtwache, regia di Harald Braun (1949)
- Sangue a Casablanca (Die Reise nach Marrakesch), regia di Richard Eichberg (1949)
- Vergiß die Liebe nicht , regia di Paul Verhoeven (1953)
- Regina Amstetten, regina di Kurt Neumann (1954)
- Eine Frau von heute , regia di Paul Verhoeven (1954)
- Ihre große Prüfung , regia di Rudolf Jugert (1954)
- Ich weiß, wofür ich lebe , regia di Paul Verhoeven (1955)
- Sarajevo, regia di Fritz Kortner (1955)
- Der erste Frühlingstag, regia di Helmut Weiss (1956)
- Die liebe Familie, regia di Helmut Weiss (1957)
- Alle Wege führen heim, regia di Hans Deppe (1957)
- Ist Mama nicht fabelhaft? , regia di Peter Beauvais (1958)
- Ein Student ging vorbei , regia di Werner Klingler (1960)
- Bis daß das Geld euch scheidet, regia di Alfred Vohrer (1960)
- Frau Irene Besser , regia di John Olden (1961)
- Die Schatten werden länger, regia di Ladislao Vajda (1961)

### Televisione
- Examen des Lebens, regia di Franz Josef Wild - film tv (1958)
- Froher Herbst des Lebens, regia di Paul Verhoeven - film tv (1961)
- Frau Warrens Gewerbe , regia di Paul Verhoeven - film tv (1964)
- Wechselkurs der Liebe, regia di Gerhard Klingenberg - film tv (1966)
- Die gelehrten Frauen, regia di Gerhard Klingenberg - film tv (1966)
- Schöne Geschichten mit Mama und Papa
- Willst Du nicht das Lämmlein hüten?, regia di Georg Wildhagen - film tv (1967)
- Dr. Meinhardts trauriges Ende, episodio della serie tv Der Kommissar (1970)
- Sorbas, regia di Otto Anton Eder, Rolf Kutschera, Michael Maurer - film tv (1972)
- Nachbarn und andere nette Menschen, regia di Wolfgang Liebeneiner - film tv (1979)
- Bring's mir bei, Céline!, regia di Axel von Ambesser - film tv (1981)